# Asian Le Mans Series 2023-24
Asian Le Mans Series 2023-24 är den tolfte säsongen av den asiatiska långdistansserien för sportvagnar och GT-bilar, Asian Le Mans Series. Säsongen omfattar sex deltävlingar under vintern 2023/2024.

## Tävlingskalender
| Datum            | Bana                         | Segrare LMP2 – Team                           | Segrare LMP3 - Team                             | Segrare GT – Team                             |
| Datum            | Bana                         | Segrare LMP2 – Förare                         | Segrare LMP3 - Förare                           | Segrare GT – Förare                           |
| ---------------- | ---------------------------- | --------------------------------------------- | ----------------------------------------------- | --------------------------------------------- |
| 2 december 2023  | Sepang International Circuit | 99 Racing                                     | Cool Racing                                     | Saintéloc Racing                              |
| 2 december 2023  | Sepang International Circuit | Ahmad Al Harthy Louis Delétraz Nikita Mazepin | Alexander Bukhantsov Danial Frost James Winslow | Christopher Haase Gilles Magnus Alban Varutti |
| 3 december 2023  | Sepang International Circuit | CrowdStrike Racing by APR                     | CD Sport                                        | Pure Rxcing                                   |
| 3 december 2023  | Sepang International Circuit | Colin Braun Malthe Jakobsen George Kurtz      | Nick Adcock Michael Jensen Fabien Lavergne      | Klaus Bachler Alex Malykhin Joel Sturm        |
| 4 februari 2024  | Dubai Autodrome              | 99 Racing                                     | Cool Racing                                     | Pure Rxcing                                   |
| 4 februari 2024  | Dubai Autodrome              | Ahmad Al Harthy Louis Delétraz Nikita Mazepin | Alexander Bukhantsov James Winslow              | Klaus Bachler Alex Malykhin Joel Sturm        |
| 10 februari 2024 | Yas Marina Circuit           | CrowdStrike Racing by APR                     | CD Sport                                        | Triple Eight JMR                              |
| 10 februari 2024 | Yas Marina Circuit           | Colin Braun Malthe Jakobsen George Kurtz      | Nick Adcock Michael Jensen Fabien Lavergne      | Jefri Ibrahim Jordan Love Luca Stolz          |
| 11 februari 2024 | Yas Marina Circuit           | Algarve Pro Racing                            | Bretton Racing                                  | Triple Eight JMR                              |
| 11 februari 2024 | Yas Marina Circuit           | Chris McMurry Toby Sowery Freddie Tomlinson   | Julien Gerbi Dan Skočdopole Mihnea Stefan       | Jefri Ibrahim Jordan Love Luca Stolz          |

## Slutställning
| Klass | Förare                                   | Team                      |
| ----- | ---------------------------------------- | ------------------------- |
| LMP2  | Colin Braun Malthe Jakobsen George Kurtz | CrowdStrike Racing by APR |
| LMP3  | Alexander Bukhantsov James Winslow       | Cool Racing               |
| GT    | Klaus Bachler Alex Malykhin Joel Sturm   | Pure Rxcing               |